# Циганка (притока Нічлави)
Цига́нка, Цига́нська — річка в Україні, в межах  Чортківського району Тернопільської області. Ліва притока Нічлави (басейн Дністра).

## Опис
Довжина 27 км, площа басейну 166 км². Долина У-подібна, в окремих місцях (переважно в пониззі) каньйоноподібна. Глибина долини в пониззі — 90 м, ширина — до 2,5 км. Заплава вузька, переривчаста. Річище слабозвивисте, завширшки 2—3 м, іноді до 10 м. Похил річки 4,1 м/км. Живлення мішане з переважанням снігового. Льодостав із грудня до кінця лютого — початку березня. Є ставки. Воду частково використовують для господарських потреб.

## Розташування
Циганка бере початок на північ від села Лосяч. Тече на південь, у пониззі — місцями на південний захід. Впадає до Нічлави на південний схід від села Бабинці.

## Пам'ятки природи
У долині річки розташовані пам'ятки природи:
- Сапогівські буки
- Кривченська степова ділянка
- Печера Ювілейна
- Кришталева печера
- Девонські відслонення у селі Кривче